# Патракарьем-Вомынбежъёль
Патракарьем-Вомынбежъёль — река в России, протекает по территории Троицко-Печорского района Республики Коми. Устье реки находится в 154 км по правому берегу реки Илыч. Длина реки — 12 км.
Исток реки находится на возвышенности Ыджид-Парма (предгорья Северного Урала). Река стекает с возвышенности в долину Илыча, течёт на юг. Всё течение проходит в ненаселённой холмистой тайге. Ширина русла на всём протяжении не превышает 10 м. Впадет в Илыч выше острова Еремей-Шляпа-Ди.

## Данные водного реестра
По данным государственного водного реестра России относится к Двинско-Печорскому бассейновому округу, водохозяйственный участок реки — Печора от истока до водомерного поста у посёлка Шердино, речной подбассейн реки — Бассейны притоков Печоры до впадения Усы. Речной бассейн реки — Печора.